# 대동화명대교
대동화명대교(大東華明大橋)는 경상남도 김해시 대동면 초정리와 부산광역시 북구 화명동 사이를 잇는 다리다. 길이는 1,544 미터이며, 폭은 17.8 미터 ~ 27.8 미터로 왕복 4차로이며, 김해 안막 나들목 1개소 포함되어 있다.
2007년 3월 착공해서 2012년 6월 준공되었으며, 7월 9일 부분 개통하였다. 사업비는 1,806억원(공사 1,450억원, 감리 등 356억원)이 들었다.

## 개요
공사비 중 50 %는 국비, 부산시와 김해시가 각각 25 % 씩 분담했다.
길이 3.55 킬로미터의 초정~화명간 광역 도로 구간 중 일부이다. 시공은 현대건설 컨소시엄(현대건설+SK+한진중공업+쌍용건설+한창건업)에서, 설계는 도화, 신성에서, 책임감리는 다산컨설턴트에서 했다.
화명 나들목에서 안막 나들목까지 2012년 7월 9일에 개통하였고, 추후 안막 나들목에서 중앙고속도로 초정 나들목까지 개통할 계획이다. 2016년 3월 31일에 부산 방향 진입로 6곳 중 1곳이 개통하였고, 같은 해 12월 27일에 4곳이 마저 개통되었다. 안막~초정 구간은 언제 착공할지 정해지지 않았다.

## 특징
교량 본선 길이는 1,039 미터, 주탑 2개가 지탱하는 사장교 구간은 500 미터로 대한민국 최대의 콘크리트 사장교다. 사장교 상판을 콘크리트로 건설하기 위하여 대한민국 최초의 독자적인 선형관리 기술 및 하중 제어기술 등 첨단 기술을 적용하여 유지관리비가 절감되며 교각 사이 거리는 270 미터로 올림픽대교보다 120 미터 더 넓다. 낙동강을 가로지르는 다리 이름에 양측 지역명을 함께 넣은 것은 처음이다.

## 이름
이 다리는 건설 중에는 화명대교로 불렸는데, 대동대교, 화명대동대교, 가락대교 등 다른 이름을 놓고 부산시와 김해시는 여러차례 협의한 끝에 두 도시 지역 주민들이 교량 명칭에 지역명이 포함되는 것을 희망하는 점을 감안하고, 도로명주소법 규정에 따라 서쪽에서 동쪽 원칙을 준용하는 등 지역 갈등해소와 상생협력을 위해 절충안인 대동화명대교로 최종확정했다.